# Kirishima-jingū

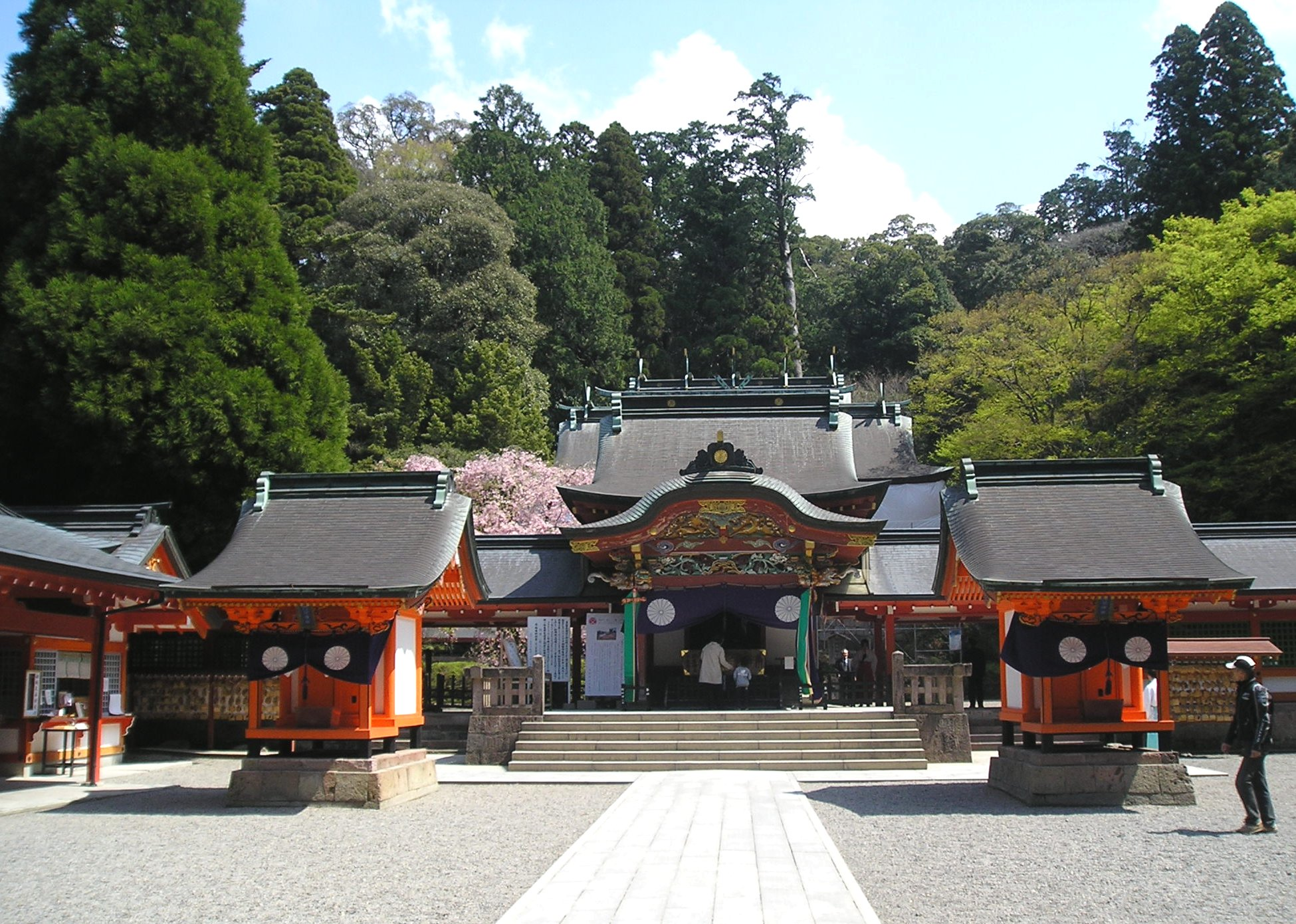
Le honden, bâtiment principal.

Le Kirishima-jingū (霧島神宮) est un sanctuaire shinto situé dans la ville de Kirishima, préfecture de Kagoshima au Japon. Il est consacré aux kamis Konohanasakuya-hime, Hoori, Toyotama-hime, Ugayafukiaezu et Tamayori-bime. Ce temple abrite plusieurs biens culturels importants du Japon, tels que le honden (本殿), le heiden (幣殿), le haiden（拝殿), le tōrōka（登廊下), le chōkushiden (勅使殿), etc.
Il a été détruit à plusieurs reprises par des éruptions volcaniques. 
Le sanctuaire de Kirishima est censé avoir été construit à l'emplacement où Ninigi-no-Mikoto descendit des plaines célestes sur la Terre, afin d'y régner conformément au mandat attribué par Amaterasu Omikami, ce qui explique que ce sanctuaire bénéficie de liens étroits avec la famille impériale et l'Agence impériale. 

## Galerie d'images

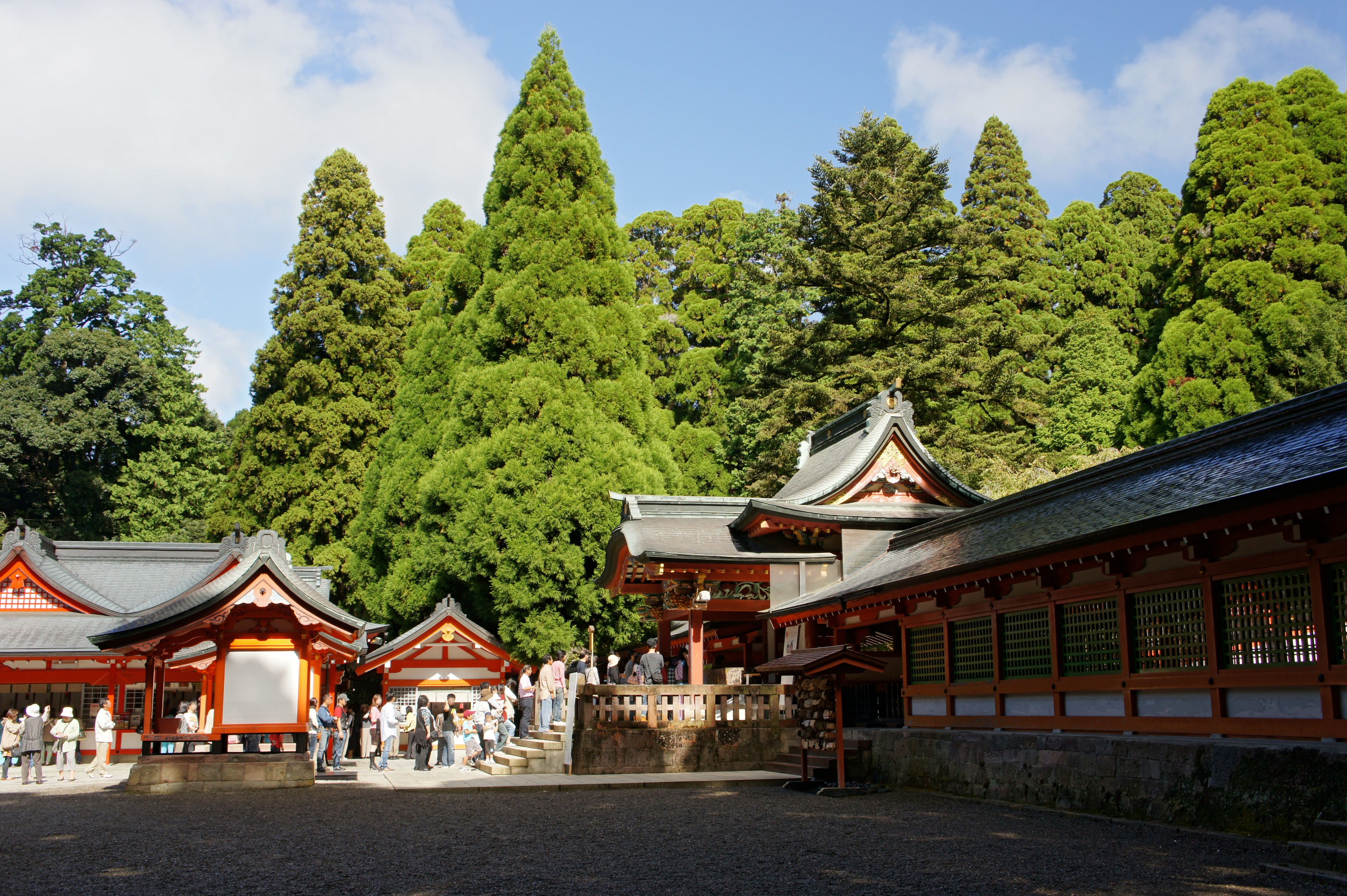
Salle des émissaires.
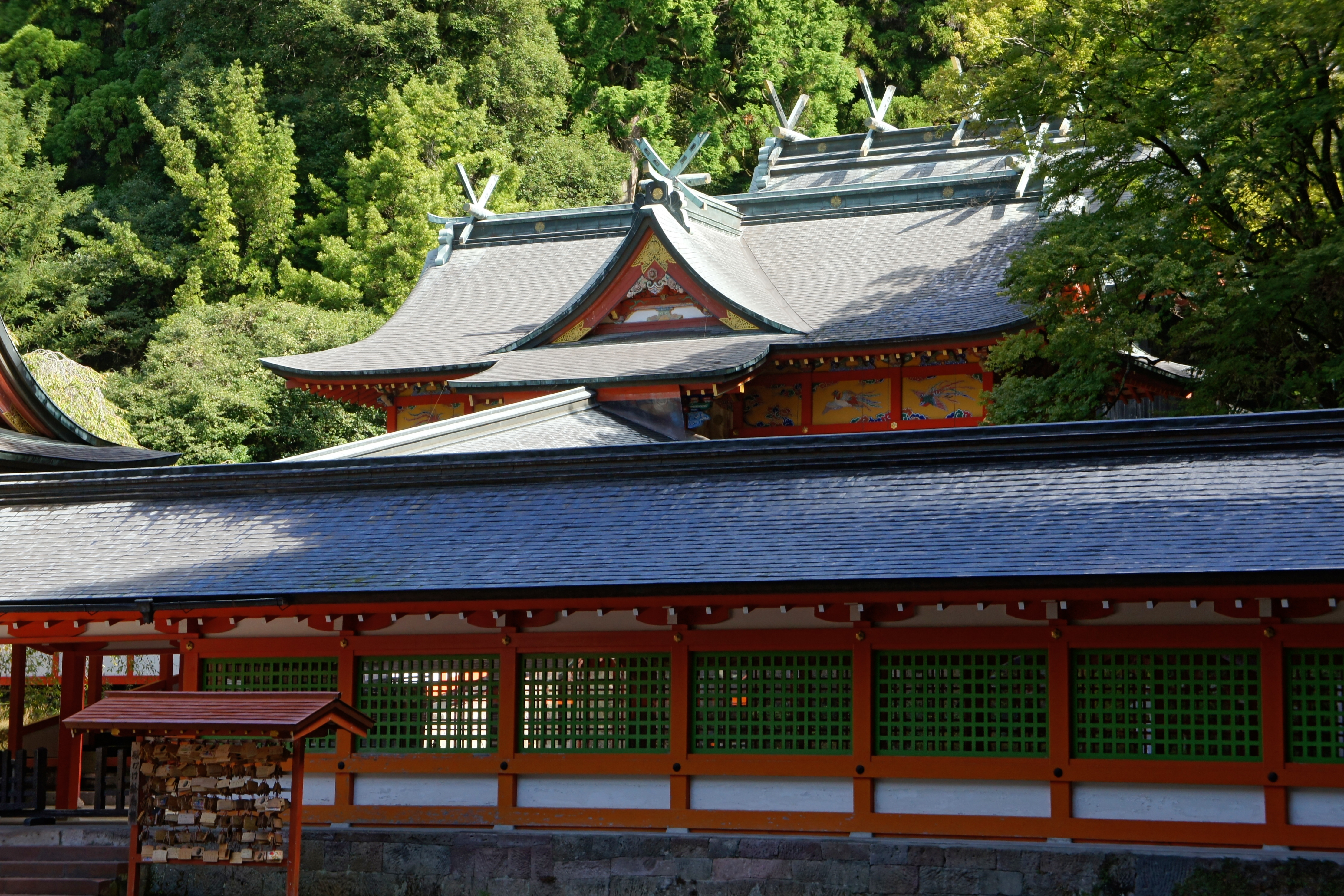
Salle de culte.
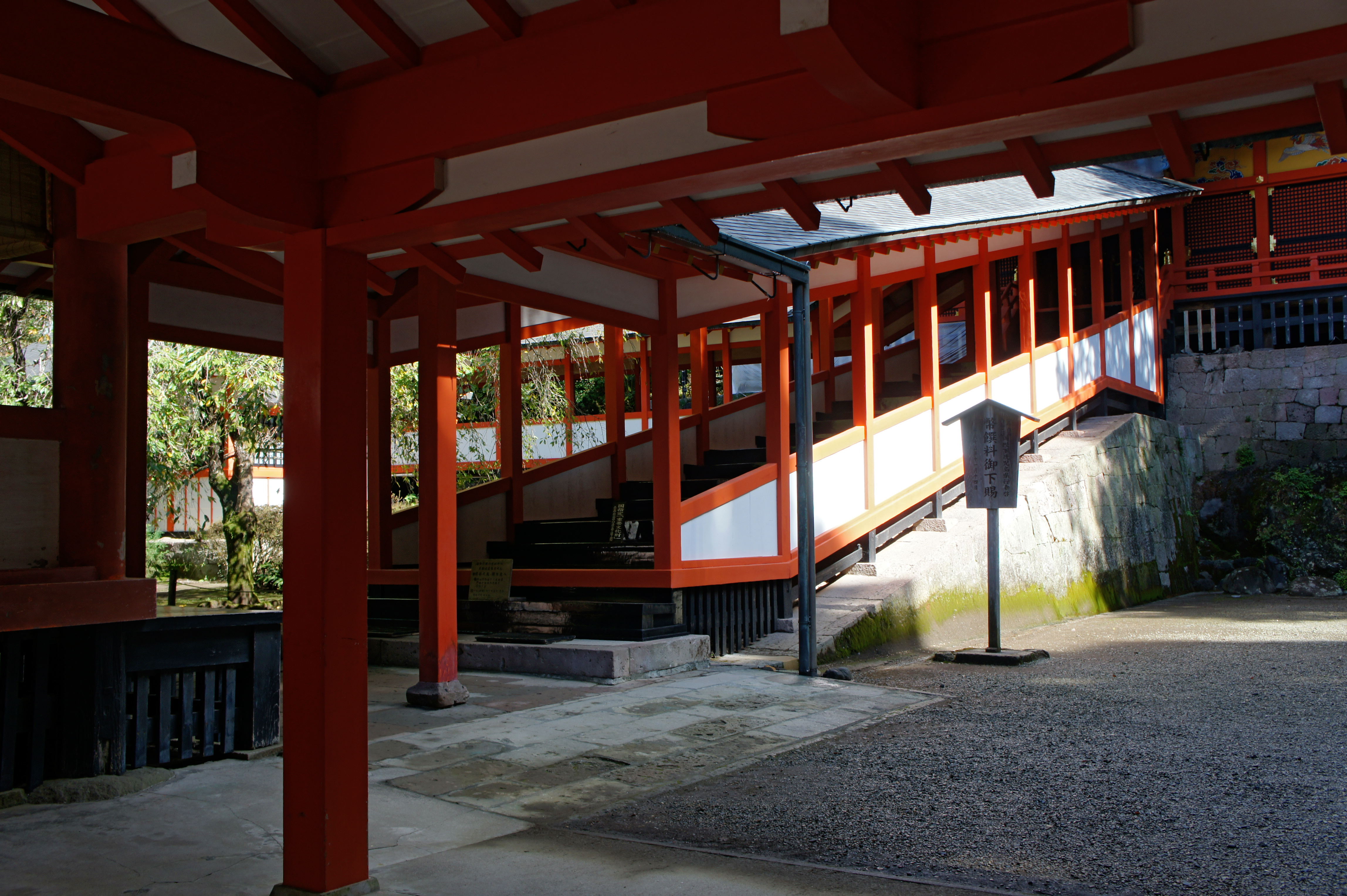
Couloir d'enregistrement.